# Rivière Ashberham
Rivière Ashberham är ett vattendrag i Kanada.   Det ligger i provinsen Québec, i den sydöstra delen av landet, 300 km öster om huvudstaden Ottawa. Rivière Ashberham ligger vid sjön Lac Saint-François.
I omgivningarna runt Rivière Ashberham växer i huvudsak blandskog. Runt Rivière Ashberham är det mycket glesbefolkat, med 2 invånare per kvadratkilometer.